# Stadion Hasmonei Lwów
Stadion Hasmonei Lwów – nieistniejący już, wielofunkcyjny stadion we Lwowie (obecnie Ukraina). Został otwarty 7 lipca 1923 roku. Mógł pomieścić ok. 10 000 widzów. Swoje spotkania rozgrywali na nim piłkarze klubu Hasmonea Lwów. Po pożarze stadionu 28 listopada 1932 roku zadecydowano o budowie nowego stadionu Hasmonei w innej lokalizacji (obecny stadion Torpedo). W miejscu dawnego obiektu Hasmonei mieści się dziś zespół garaży samochodowych.

## Historia
Piłkarze żydowskiego klubu Hasmonea Lwów od momentu jego powstania grywali na licznych boiskach we Lwowie (w Zniesieniu, na błoniach zamarstynowskich, błoniach janowskich, na obiekcie towarzystwa Sokił-Batko, w Parku Towarzystwa Zabaw Ruchowych oraz na stadionie Pogoni). W 1919 roku klub postanowił rozpocząć zbiórkę pieniędzy na zakup własnego boiska. Starania o pozyskanie własnego obiektu początkowo były bezowocne. W 1920 roku klub podjął decyzję o wydzierżawieniu gruntu pod nowy stadion w Krzywczycach, za rogatką Łyczakowską. Wybrany teren był bardzo nierówny i wymagał wielu prac przystosowawczych aby móc utworzyć na nim obiekt sportowy. Na czele budowy stanął Józef Pariser (zmarły w tym samym roku w trakcie obrony Lwowa podczas wojny polsko-bolszewickiej), a wydatny udział w pracach miała młodzież. Wojna polsko-bolszewicka wstrzymała prace, które wznowiono dopiero w roku kolejnym. Budowę, choć nadal nie bez przeszkód, udało się dokończyć na jubileusz 15-lecia klubu, a uroczyste otwarcie nowego stadionu odbyło się w dniach 7–8 lipca 1923 roku. Na otwarcie Hasmonea rozegrała (dzień po dniu) dwa spotkania towarzyskie z węgierskim Vívó AC Budapeszt (przegrane odpowiednio 1:3 i 0:4). Pojemność nowo otwartego stadionu szacowano na 10 000 widzów, z czego 2000 mogła pomieścić okazała, zadaszona trybuna główna. Obiekt wyposażony był w bieżnię lekkoatletyczną. W 1924 roku wybudowano drugą trybunę, tym razem już niezadaszoną i ulepszono bieżnię lekkoatletyczną. Od 1923 roku piłkarze Hasmonei występowali w rozgrywkach Klasy A, będącymi jednocześnie eliminacjami do rozgrywanych na szczeblu centralnym Mistrzostw Polski. W 1927 roku Hasmonea weszła w skład, jako jeden z klubów-założycieli, nowo utworzonej ligi polskiej. W pierwszym sezonie drużyna zajęła 11. miejsce w tabeli (na 14 ekip). W kolejnym sezonie zespół zajął 13. lokatę (wśród 15 drużyn), co oznaczało spadek do Klasy A. Następnie aż do wybuchu II wojny światowej klub występował w rozgrywkach okręgowych, nie awansując już ponownie na najwyższy poziom ligowy.
W poniedziałek 28 listopada 1932 roku, pod koniec drugiego dnia antysemickich rozruchów studenckich podpalona została trybuna główna stadionu, wskutek czego doszczętnie spłonęła. Obiekt nie był ubezpieczony, w związku z czym szkodę w całości poniosła Hasmonea. Zaplanowane na przyszły rok uroczystości związane z jubileuszem ćwierćwiecza klubu z konieczności musiały się odbyć na stadionie Czarnych Lwów. Początkowo planowano odbudowę zniszczonego obiektu, jednak ostatecznie po uzyskaniu od magistratu w dzierżawę nowego terenu na gruntach pilichowskich w 1933 roku rozpoczęła się budowa nowego stadionu klubowego. Obiekt, nazwany imieniem prezesa klubu z lat 1929–1930, dra Artura Aleksandrowicza, gotowy był w 1939 roku. Po wybuchu II wojny światowej Hasmonea przestała jednak istnieć, a po wojnie (kiedy to Lwów znalazł się w granicach Związku Radzieckiego) arenę przejął klub Torpedo (na taką nazwę przemianowano również stadion). W latach 1990–2008 funkcjonowało na nim targowisko, po czym został opuszczony. Stary obiekt Hasmonei zniknął natomiast zupełnie, a obecnie w jego miejscu znajduje się kompleks garażowy.